# Ramayana
El Ramayana o Rāmāyaṇa (en sánscrito: रामायणम्, romanizado: Rāmāyaṇam) es un texto épico de c. siglo III a. C. atribuido a Vālmīki. Forma parte de los textos sagrados smṛti (textos no revelados directamente por Dios, sino transmitidos por la tradición).

## Descripción básica
Es una de las obras más importantes de la India antigua. Pertenece al subgénero literario de la  indostánicas, y está compuesto por 24 000 versos, divididos en 7 volúmenes.
Conocido ampliamente gracias a sus numerosas traducciones, el Ramayana ha ejercido importante influencia en la literatura india.
La existencia del Ramayana empieza a ser mencionada en la misma época que el Majábharata, aproximadamente en el siglo III a. C. El escritor bengalí Bhaktivinoda Thakur (1838-1914) afirmaba que fue escrito en el siglo V a. C.

### Etimología
El término sánscrito Rāmāyaṇa es la transliteración del sistema alfabeto internacional de transcripción del sánscrito del término original  रामायण 'el viaje de Rāma' (en alfabeto devanagari, la pronunciación en alfabeto fonético internacional es [ɽaːmaː'jəɳə]. El nombre alude a Rāma, dios hindú (Rāma significa literalmente ‘placer’) y āyana ‘marcha’.

## Influencia en la poesía sánscrita
El Ramayana tuvo una importante influencia en la poesía sánscrita, principalmente a través del establecimiento de la métrica śloka. Sin embargo, como su primo épico, el Mahābhārata, el Ramayana no solamente es una historia ordinaria. Contiene las enseñanzas de la India.
Siendo una de las más importantes obras literarias de India antigua tiene un profundo impacto en el arte y la cultura del subcontinente indio y del sureste de Asia. La historia de Rama también inspiró numerosas obras literarias modernas en diversos lenguajes, entre los cuales se pueden resaltar los trabajos del poeta hindú Tulsidas (siglo XVI), y el poeta tamil Kambar (siglo XIII).
El Ramayana no solamente es un cuento religioso.
El pueblo hindú comenzó a colonizar el sureste de Asia en el siglo VIII, y establecieron varios reinos, como el Jemer, Mahapahit, Shailendra, Champa y Sri Vijaya.
Gracias a esto, el Ramayana se volvió popular en el sureste de Asia y se manifestó en la literatura y en la arquitectura de los templos, particularmente en
Indonesia,
Tailandia,
Camboya,
Laos,
Malasia,
Birmania,
Vietnam y
Filipinas.

## Resumen del «Valmiki Ramayana»
Dásharatha, rey de Ayodhya, gracias a una mediación divina, logra tener hijos de tres de sus esposas: Kauśalya, Keikeyi y Sumitra. Rama es el mayor, hijo de Kauśalya. Bharata es hijo de Kaikeyi. Los otros dos son gemelos, Lakshmana y Satrughna. Rama y Bharata son azules.
En Mithila, una ciudad cercana, vive la hermosa Sita. Cuando llega el momento de que Sita se case, se plantea una prueba a los pretendientes: los príncipes deberán ser capaces de encordar un arco gigante. Nadie pudo ni siquiera levantar el arco hasta la llegada de Rama, que no solo lo alzó sino que además lo partió. Así fue como Sita eligió a Rama como esposo, ante las miradas de decepción de los demás aspirantes.
El rey Dásharatha decide dejar el trono a su hijo Rama y retirarse al bosque para buscar moksha (la liberación espiritual). Todos están contentos con la decisión, que está de acuerdo con el dharma. Al retirarse Dásharatha, establece que su hijo mayor asumirá el puesto de gobernante. Todos están de acuerdo, excepto Keikeyi, quien fue convencida por Manthara (su criada) de que eso la arruinaría. Así es como, valiéndose de un juramento que años atrás hizo el viejo rey, le convence para que corone a Bharata y destierre a Rama al bosque por catorce años.
El rey se ve obligado a cumplir su palabra y Rama, siempre obediente, se retira exiliado al bosque. Sita convence a Rama de que su lugar está a su lado. También su hermano, Lakshmana, lo acompaña. Bharata se siente muy disgustado cuando se entera de lo que sucede y se dirige también al bosque donde reside Rama para forzarlo a regresar a la ciudad. No obstante, este se opone, argumentando que deben obedecer a su padre. Así, Bharata se despide de su hermano con un abrazo y vuelve a Ayodhya.
Los años pasan y Rama, Sita y Lakshmana son muy felices en su exilio en la selva viviendo como anacoretas. Llegado un punto deciden instalarse en el Bosque Dadanka dado que ellos vivían en diversas ermitas en donde los acogiesen.  Sin embargo,  Rama y Lakshmana pronto se ven obligados a luchar contra los rakshasas (demonios) que atormentaban a los habitantes del bosque de Dandaka.
Un día, Surpanakha (princesa de los rakshasas) intenta seducir a Rama. Su hermano, Lakshmana, la hiere por mandato de Rama. Encolerizada, va donde su hermano Khara, quien es uno de los más fuertes rakshasa, a pedirle venganza. Khara , junto a su enorme ejército de soldados, mueren ante las flechas de Rama.  Entonces Surpanakha acude aterrada donde su hermano mayor Rávana, el gobernante de Lanka (pueblo de los demonios o rakshasas), y le habla sobre Rama y su esposa, la encantadora Sita. A sabiendas de que un enfrentamiento directo con Rama podía ser mortal, Rávana idea un plan para raptar a Sita. A sabiendas del aprecio que ella siente por los ciervos dorados, decide que el brujo Maricha se convierta en un ciervo dorado que mantenga ocupado a Rama y Lakshmana. Al verlo, Rama marcha a cazarlo a pedido de Sita, dejándola a cuidado de Lakshmana.  Cuando Rama persigue al ciervo, este al verse acorralado cambia a su forma real, transformándose en Maricha. Rama le da muerte, pero este en su agonía simula la voz de Rama pidiendo auxilio a su hermano. Al escuchar esto Sita, desesperada, le dice a Lakshmana que vaya a salvarlo, pero él se niega dado que Rama le dio la orden de protegerla. Llorando lo acusa de desear la muerte de su hermano para hacerla su esposa, Lakshmana profundamente ofendido se va en busca de Rama. En ese momento, Rávana aprovecha para raptarla. Yataiu, príncipe de los buitres y amigo de Rama, se percata del rapto y trata de vencer por todos los medios a Rávana. Sin embargo, su avanzada edad no le permite ser rival de Rávana y este lo vence. Lakshmana encuentra a Rama, quien le regaña por haber dejado sola a Sita. Al no encontrarla, cae en la desesperación hasta que encuentra al moribundo Yataiu, quien le cuenta lo sucedido.
En pleno rapto, un grupo de simios logra ver desde los cielos a Sita gritando por la ayuda de Rama y su hermano; esta les tira desde los aires una de sus prendas con la esperanza de que le demuestren a Rama de que ella continúa con vida. Rama logra dar con ellos, siendo un grupo reducido de monos al servicio de Sugriva, un mono desterrado por su hermano mayor Bali, heredero al trono de los simios. Informado de lo sucedido, Rama jura darle muerte a Bali siempre y cuando ellos después le ayuden a dar con el paradero de Sita. Gracias a la intermediación de su consejero Jánuman, Sugriva llega a un acuerdo con Rama. Sugriva va hasta Kishkindha (el reino de los monos) y reta a Bali a un duelo, Rama, oculto en los arbusto, le da muerte con uno de sus dardos. De ese modo, Sugriva se convierte en el rey de Kishkindha. Por su parte, Rávana ha llevado a Sita a su palacio en el reino de Lanka, pero no puede obligarla a convertirse en su esposa. Sita ni siquiera lo mira, pues solo piensa en Rama. Llegado el momento, Sugriva decide cumplir con su palabra y moviliza a millares de simios y osos a buscar el paradero de Sita en todos los rincones del mundo, liderados por Yambavat (el rey de los osos) y el príncipe Angoda (hijo de Bali). Estos lo intentan sin éxito y no es sino hasta el último día en el cual todos decide morir de inanición antes de informarle al Rey de su fracaso. En ese momento, aparece Sampati, el Rey de los Buitres, dispuesto a devorarlos; Angoda le comenta todas las penurias que han sucedido y recuerda aquel valiente buitre Yataiu y cuan distinto era a Sampati en nobleza. Sampati reconoce a su hermano menor Yataiu, muerto en combate contra Ravana. Muy apenado, decide ayudarles, dado que él si sabía del paradero del reino de los rakshasas: el reino de Lanka está surcando el océano (en lo que hoy es el sur de Sri Lanka). 
Ningún simio se considera capaz de nadar hasta la otra orilla para dar fe de que Sita sigue con vida excepto Jánuman. El consejero del rey Sugriva se ofreció a hacerlo dado que él puede cambiar de forma a su antojo. Cambia su forma adquiriendo un cuerpo con la musculatura suficiente como para ir a volando mediante la fuerza de su impulso hasta Lanka, donde encuentra a Sita. Antes de que Jánuman pueda salir, los hombres de Rávana lo capturan. Tras un juicio le prenden fuego a su cola. Con parte del pelaje ardiendo (aunque sin dolor, dadas las súplicas de Sita al dios Agni o dios del fuego), Jánuman huye saltando por los techos de las casas e incendia Lanka. Llega hasta Rama, a quien informa sobre la ubicación de Sita. El gran problema radicaba en cómo transportar el ejército de monos y osos hasta el reino de Lanka. En plena preparación, Vibhishana (hermano de Rávana) le pidió que devolviese a Sita, pero este hizo caso omiso, confiado de su poder. Decepcionado, decide abandonarlo y seguir a Rama. Por otro lado, Rama trata de conseguir el apoyo de la divinidad del mar. Esta accede a ayudarlos, pero no mediante la construcción de un puente.  Mediante intervención divina, las moles (piedras gigantes) que el ejército de monos y osos tiraba al mar formaron una especie de camino entre la India y Lanka. Por fin, se enfrentan los ejércitos de Rama y Rávana. Tras eliminar a algunos hermanos de Rávana (entre ellos Kumbakarna), el príncipe Indrajit hace acto de presencia. Logra derrotar a todo el ejército de los simios, a Rama y Lakshmana gracias a su poderes místicos como el de la desaparición o la invocación de serpientes. Dejó a Lakshmana al borde de la muerte, pero este termina siendo rescatado por Jánuman. Al regresar Indrajit, Lakshmana se dispone a enfrentarlo en un combate a muerte, que termina con la derrota del hijo de Rávana. Enterado de esto, y ante la inminente derrota de sus tropas frente al ejército de Sugriva, un encolerizado Rávana sale de su castillo dispuesto a luchar. Rama encuentra en Rávana a un formidable adversario, aunque finalmente logra derrotarlo con la flecha de Brahma.
Rama libera a Sita, aunque la desprecia frente a su pueblo y ante los pueblos de los simios, los osos y los raksakas ante la posibilidad de adulterio, dado el prolongado tiempo que estuvo raptada por Rávana (alrededor de un año).
Este desprecio hace que su hermano Láksman se enoje con Rama por primera vez. 
Sita, profundamente triste, se somete voluntariamente a la prueba de fuego (la hoguera) para dar testimonio público de la integridad de su pureza sexual.
El dios Agni intercede por ella haciendo que el fuego no la afecte en absoluto; en ese momento, las llamas toman forman humana y ayudan a salir a Sita, quien da muestra definitiva de su integridad. Los dioses, complacidos por la gesta de Rama, le confiesan su naturaleza divina (la de él). Del mismo modo, su padre Dásharatha le anuncia el término de los 14 años de exilio, agradeciéndole dado que al mantener su palabra en pie él irá al paraíso. Con la ayuda de Vibhishana, Rama regresa junto a Sita a Ayodhya, donde el pueblo y Bharata lo proclaman como su nuevo rey.
Unos días más tarde, un ciudadano cuestiona la fidelidad de Sita y, para demostrar su inocencia y mantener su propia dignidad y la del reino, Rama expulsa a Sita de la ciudad hasta el ashram del sabio Valmiki. Tras décadas de vivir sola como una viuda, Sita regresa al vientre de su madre, la Tierra, para liberarse de un mundo cruel y como testimonio de su pureza, después de reunir a sus dos hijos Kusha y Lava con su padre Rama.

## Estructura del «Ramayana»
El Ramayana de Valmiki, la versión más antigua del Ramayana, es la base de diversas versiones del Ramayana que prevalecen en diferentes culturas.
El texto ha sobrevivido en numerosos manuscritos parciales o completos, estando el más antiguo datado en el siglo XI de la era cristiana.
El texto actual del Ramayana de Valmiki ha llegado a nosotros a través de dos versiones diferentes, procedentes del Norte y el Sur de India.
Fue dividido tradicionalmente en siete libros, que tratan de la vida de Rama desde su nacimiento hasta su muerte.
1. Bala Kanda (‘capítulo de la infancia’): detalla su milagroso nacimiento, sus primeros años en Aiodhiá, la muerte de los demonios del bosque a solicitud de Vishuámitra y sus bodas con Sita.
2. Ayodhya Kanda (‘capítulo de Aiodhiá’): Dásharatha sufre por la promesa hecha a Kaikeyi al inicio del exilio de Rama.
3. Aranya Kanda (‘capítulo del bosque’): describe la vida de Rama en el bosque y el rapto de Sita por Rávana.
4. Kishkindya Kanda (capítulo de Kishkinda, el reino Vánara): Rama se hace amigo del mono Sugriva y el ejército vánara (de antropoides) inicia la búsqueda de Sita.
5. Sundara Kanda (‘capítulo hermoso’): en el que Hánuman viaja a Lanka y encuentra a Sita aprisionada y trae las noticias a Rama.
6. Yuddha Kanda (‘capítulo de la guerra’): narra la guerra entre Rama y Rávana y el retorno del victorioso Rama a Aiodhiá y su coronación.
7. Uttara Kanda (‘capítulo final’): la vida de Rama y Sita después de su retorno a Aiodhiá; Rama echa al exilio a Sita; muerte de Sita y de Rama.

Ha habido muchas especulaciones sobre si el primero y el último capítulo del Ramayana de Valmiki fueron escritos por dicho autor. Muchos expertos creen que son parte integral del libro, a pesar de las diferencias de estilo y algunas contradicciones en el contenido entre estos y el resto del libro. Estos capítulos contienen la mayoría de las referencias mitológicas que se encuentran en el Ramayana, como su milagroso nacimiento y su naturaleza divina, así como las numerosas leyendas sobre Rávana.

## En el arte
El templo de Angkor Wat contiene un bajorrelieve con la batalla de Lanka narrada en el Ramayana.

## Edición en castellano
- Rāmāiana (Segunda edición). Traductor Roberto Frías. 584 páginas. Cartoné. Pliego de 15 imágenes en color. Colección Memoria Mundi 47. Vilaür: Atalanta. 2010, 2023. ISBN 978-84-937247-8-8.